# Fußballclub Rumeln 2001 Duisburg 2012-2013
Questa voce raccoglie le informazioni riguardanti il Fußballclub Rumeln 2001 Duisburg nelle competizioni ufficiali della stagione 2012-2013.

## Divise e sponsor
Lo sponsor principale era l'istituto di credito Sparkasse Duisburg, mentre lo sponsor tecnico, fornitore delle tenute, era Hummel.
|  | Casa | Trasferta |

## Organigramma societario
Staff tecnico come da sito ufficiale.
Area tecnica
- Allenatore: Marco Ketelaer  (fino al 28 ottobre 2012)
- Allenatrice: Petra Hauser  (dal 29 ottobre 2012 al 28 febbraio 2013)
- Allenatore: Sven Kahlert  (dal 1º marzo 2013)
- Allenatore in seconda: Annemieke Kiesel  (dal 17 marzo 2013)
- Allenatore dei portieri: Andreas Kontra
- Fisioterapiste: Yvonne Huch, Iris Wynk

## Rosa
Rosa, ruoli e numeri di maglia come da sito ufficiale, aggiornati al 9 aprile 2013, integrati dal sito della Federcalcio tedesca (DFB).
| N. |                        | Ruolo | Calciatrice     |
| -- | ---------------------- | ----- | --------------- |
| 1  | Stati Uniti (bandiera) | P     | Ashlyn Harris   |
| 2  | Germania (bandiera)    | D     | Isabel Schenk   |
| 3  | Germania (bandiera)    | C     | Barbara Müller  |
| 4  | Germania (bandiera)    | C     | Nina Windmüller |
| 5  | Germania (bandiera)    | D     | Alice Hellfeier |
| 6  | Germania (bandiera)    | C     | Jennifer Oster  |
| 7  | Paesi Bassi (bandiera) | C     | Jackie Groenen  |
| 8  | Germania (bandiera)    | C     | Gülhiye Cengiz  |
| 11 | Germania (bandiera)    | A     | Mandy Islacker  |
| 12 | Germania (bandiera)    | P     | Meike Kämper    |
| 13 | Germania (bandiera)    | D     | Elena Hauer     |
| 14 | Portogallo (bandiera)  | D     | Dolores Silva   |

| N. |                        | Ruolo | Calciatrice        |
| -- | ---------------------- | ----- | ------------------ |
| 15 | Italia (bandiera)      | D     | Laura Neboli       |
| 17 | Germania (bandiera)    | C     | Vanessa Wahlen     |
| 18 | Germania (bandiera)    | A     | Gurbet Kalkan      |
| 19 | Germania (bandiera)    | A     | Stefanie Weichelt  |
| 20 | Germania (bandiera)    | C     | Julia Debitzki     |
| 21 | Germania (bandiera)    | D     | Marina Himmighofen |
| 22 | Germania (bandiera)    | C     | Daria Streng       |
| 23 | Paesi Bassi (bandiera) | A     | Lieke Martens      |
| 24 | Germania (bandiera)    | P     | Chiara Kirstein    |
| 25 | Germania (bandiera)    | C     | Nicole Banecki     |
| 26 | Giappone (bandiera)    | A     | Kozue Andō         |
| 27 | Stati Uniti (bandiera) | D     | Elli Reed          |

## Calciomercato

### Sessione estiva
| Acquisti | Acquisti        | Acquisti                            | Acquisti                        |
| R.       | Nome            | da                                  | Modalità                        |
| -------- | --------------- | ----------------------------------- | ------------------------------- |
| P        | Ashlyn Harris   |                                     | svincolata                      |
| D        | Julia Debitzki  | 2001 Duisburg II                    | aggregata dalla squadra riserve |
| D        | Alice Hellfeier | 2001 Duisburg II                    | aggregata dalla squadra riserve |
| D        | Elli Reed       | Boston Breakers                     | definitivo                      |
| D        | Isabel Schenk   | FCR 2001 Duisburg [Primavera B (F)] | aggregata dalle giovanili       |
| C        | Gurbet Akçay    | FCR 2001 Duisburg [Primavera B (F)] | aggregata dalle giovanili       |
| C        | Nicole Banecki  | Bayern Monaco                       | definitivo                      |
| C        | Daria Streng    | FCR 2001 Duisburg [Primavera B (F)] | aggregata dalle giovanili       |
| C        | Vanessa Wahlen  | Bayer Leverkusen [Primavera B (F)]  | definitivo                      |
| A        | Gurbet Kalkan   | 2001 Duisburg II                    | aggregata dalla squadra riserve |

| Cessioni | Cessioni               | Cessioni            | Cessioni   |
| R.       | Nome                   | a                   | Modalità   |
| -------- | ---------------------- | ------------------- | ---------- |
| P        | Christina Bellinghoven |                     | ritirata   |
| P        | Anke Preuß             | Hoffenheim          | definitivo |
| D        | Petra Hogewoning       | Ajax                | definitivo |
| D        | Annike Krahn           | Paris Saint-Germain | definitivo |
| D        | Luisa Wensing          | Wolfsburg           | definitivo |
| C        | Linda Bresonik         | Paris Saint-Germain | definitivo |
| C        | Simone Laudehr         | 1. FFC Francoforte  | definitivo |
| A        | Alexandra Popp         | Wolfsburg           | definitivo |

### Sessione invernale
| Acquisti | Acquisti | Acquisti | Acquisti |
| R.       | Nome     | da       | Modalità |
| -------- | -------- | -------- | -------- |
|          |          |          |          |

| Cessioni | Cessioni   | Cessioni           | Cessioni   |
| R.       | Nome       | a                  | Modalità   |
| -------- | ---------- | ------------------ | ---------- |
| C        | Kozue Andō | 1. FFC Francoforte | definitivo |

## Risultati

### Frauen-Bundesliga

#### Girone di andata
| Arbitro: | Rafalski (Baunatal) |

|                        |           |  |
| Oster 10’ Islacker 52’ | Marcatori |  |

| Arbitro: | Wozniak (Herne) |

|            |           |          |
| Prießen 3’ | Marcatori | 88’ Andō |

| Arbitro: | Baitinger (Friesenheim) |

|  |           |                                                   |
|  | Marcatori | 15’ Hanebeck 18’ Ōgimi 64’ Andonova 84’ Göransson |

| Arbitro: | Storch-Schäfer (Petersberg) |

|                                           |           |                        |
| Claassen 16’ Van Bonn 28’ Wallenhorst 67’ | Marcatori | 42’ Groenen 82’ Cengiz |

| Arbitro: | Stolz (Pritzwalk) |

|                                    |           |  |
| Islacker 16’, 57’, 90’ Martens 86’ | Marcatori |  |

| Arbitro: | Eisenhardt (Holzgerlingen) |

|                             |           |              |
| J. Maier 27’ O'Sullivan 37’ | Marcatori | 12’ Islacker |

| Arbitro: | Rafalski (Baunatal) |

|                                   |           |  |
| Pohlers 11’, 82’, 90’ Jakabfi 20’ | Marcatori |  |

| Arbitro: | Baitinger (Friesenheim) |

|              |           |                                    |
| Islacker 82’ | Marcatori | 10’ Kulig 35’ Laudehr 49’ Brétigny |

| Arbitro: | Müller-Schmäh (Potsdam) |

|                             |           |              |
| Okoyino da Mbabi 76’ (rig.) | Marcatori | 40’ Islacker |

| Arbitro: | Hussein (Bad Harzburg) |

|                       |           |            |
| Islacker 40’ Andō 50’ | Marcatori | 19’ Romert |

| Arbitro: | Stolz (Pritzwalk) |

|                          |           |              |
| Hearn 45’ Schmutzler 73’ | Marcatori | 56’ Islacker |

#### Girone di ritorno
| Arbitro: | Heimann (Gladbeck) |

|                               |           |  |
| Leite 30’ Hoffmann 32’ (rig.) | Marcatori |  |

| Arbitro: | Derlin (Bad Schwartau) |

|              |           |                 |
| Islacker 36’ | Marcatori | 57’, 80’ Linden |

| Arbitro: | Illing (Limbach-Oberfrohna) |

|                                                                             |           |          |
| Göransson 7’ Añonma 20’ Bremer 29’ Ōgimi 45’ (rig.) Hegerberg 73’ Draws 79’ | Marcatori | 9’ Silva |

| Arbitro: | Rafalski (Baunatal) |

|                                                                    |           |                                           |
| Islacker 5’, 26’, 70’ Cengiz 7’ Müller 18’ (rig.) Martens 58’, 65’ | Marcatori | 9’ Van Bonn 14’ Wallenhorst 47’ Schmücker |

| Arbitro: | Appelmann (Sörgenloch) |

|  |           |                                    |
|  | Marcatori | 13’ Oster 75’ Islacker 89’ Groenen |

| Arbitro: | Derlin (Bad Schwartau) |

|                         |           |             |
| Islacker 41’ Cengiz 44’ | Marcatori | 73’ Kayikçi |

| Arbitro: | Stolz (Pritzwalk) |

|  |           |             |
|  | Marcatori | 58’ Pohlers |

| Arbitro: | Söder (Norimberga) |

|                                                                     |           |                 |
| Bartusiak 8’ Butt 27’ Marozsán 63’ (rig.) Crnogorčević 67’ Andō 70’ | Marcatori | 49’, 69’ Müller |

| Arbitro: | Rafalski (Baunatal) |

|  |           |                                 |
|  | Marcatori | 6’ Störzel 36’ Okoyino da Mbabi |

| Arbitro: | Turac (Berlino) |

|                      |           |                      |
| Lotzen 41’ Hagen 67’ | Marcatori | 8’ Müller 87’ Cengiz |

| Arbitro: | Derlin (Bad Schwartau) |

|                                       |           |                   |
| Wahlen 3’ Martens 10’, 63’ Cengiz 89’ | Marcatori | 38’ Utes 59’ Beil |

### DFB-Pokal der Frauen
| Arbitro: | Biehl (Siesbach) |

|             |           |                        |
| Linden 119’ | Marcatori | 105’ Martens 120’ Andō |

| Arbitro: | Wozniak (Herne) |

|             |           |                                                                             |
| Banecki 43’ | Marcatori | 15’, 58’ Müller 18’ Keßler 32’, 59’ Pohlers 44’ Popp 51’ Jakabfi 86’ Magull |

## Statistiche

### Statistiche di squadra
| Competizione         | Punti | In casa | In casa | In casa | In casa | In casa | In casa | In trasferta | In trasferta | In trasferta | In trasferta | In trasferta | In trasferta | Totale | Totale | Totale | Totale | Totale | Totale | DR  |
| Competizione         | Punti | G       | V       | N       | P       | Gf      | Gs      | G            | V            | N            | P            | Gf           | Gs           | G      | V      | N      | P      | Gf     | Gs     | DR  |
| -------------------- | ----- | ------- | ------- | ------- | ------- | ------- | ------- | ------------ | ------------ | ------------ | ------------ | ------------ | ------------ | ------ | ------ | ------ | ------ | ------ | ------ | --- |
| Frauen-Bundesliga    | 23    | 11      | 6       | 0       | 5       | 23      | 19      | 11           | 1            | 3            | 7            | 14           | 28           | 22     | 7      | 3      | 12     | 37     | 47     | -10 |
| DFB-Pokal der Frauen | -     | 1       | 0       | 0       | 1       | 1       | 8       | 1            | 1            | 0            | 0            | 2            | 1            | 2      | 1      | 0      | 1      | 3      | 9      | -6  |
| Totale               | -     | 12      | 6       | 0       | 6       | 24      | 27      | 12           | 2            | 3            | 7            | 16           | 29           | 24     | 8      | 3      | 13     | 40     | 56     | -16 |

### Andamento in campionato
| Giornata  | 1 | 2 | 3 | 4 | 5 | 6 | 7 | 8 | 9 | 10 | 11 | 12 | 13 | 14 | 15 | 16 | 17 | 18 | 19 | 20 | 21 | 22 |
| --------- | - | - | - | - | - | - | - | - | - | -- | -- | -- | -- | -- | -- | -- | -- | -- | -- | -- | -- | -- |
| Luogo     | C | T | C | T | C | T | T | C | T | C  | T  | T  | C  | T  | C  | T  | C  | C  | T  | C  | T  | C  |
| Risultato | V | N | P | P | V | P | P | P | N | V  | P  | P  | P  | P  | V  | V  | V  | P  | P  | P  | N  | V  |
| Posizione | 3 | 2 | 7 | 9 | 6 | 8 | 8 | 9 | 9 | 8  | 9  | 10 | 10 | 10 | 10 | 9  | 8  | 8  | 9  | 10 | 10 | 9  |

Legenda:

Luogo: C = Casa; T = Trasferta. Risultato: V = Vittoria; N = Pareggio; P = Sconfitta.

### Statistiche delle giocatrici
| Giocatore       | Frauen-Bundesliga | Frauen-Bundesliga | Frauen-Bundesliga | Frauen-Bundesliga | DFB-Pokal der Frauen | DFB-Pokal der Frauen | DFB-Pokal der Frauen | DFB-Pokal der Frauen | Totale   | Totale | Totale      | Totale     |
| Giocatore       | Presenze          | Reti              | Ammonizioni       | Espulsioni        | Presenze             | Reti                 | Ammonizioni          | Espulsioni           | Presenze | Reti   | Ammonizioni | Espulsioni |
| --------------- | ----------------- | ----------------- | ----------------- | ----------------- | -------------------- | -------------------- | -------------------- | -------------------- | -------- | ------ | ----------- | ---------- |
| K. Andō         | 11                | 2                 | 0                 | 0                 | 2                    | 1                    | 0                    | 0                    | 13       | 3      | 0           | 0          |
| N. Banecki      | 8                 | 0                 | 1                 | 0                 | 1                    | 1                    | 0                    | 0                    | 9        | 1      | 1           | 0          |
| C. Bellinghoven | 2                 | -6                | 0                 | 0                 | -                    | -                    | -                    | -                    | 2        | -6     | 0           | 0          |
| G. Cengiz       | 19                | 5                 | 2                 | 0                 | 2                    | 0                    | 0                    | 0                    | 21       | 5      | 2           | 0          |
| J. Debitzki     | 4                 | 0                 | 0                 | 0                 | -                    | -                    | -                    | -                    | 4        | 0      | 0           | 0          |
| J. Groenen      | 16                | 2                 | 1                 | 0                 | 1                    | 0                    | 0                    | 0                    | 17       | 2      | 1           | 0          |
| A. Harris       | 7                 | -13               | 0                 | 0                 | 1                    | -1                   | 0                    | 0                    | 8        | -14    | 0           | 0          |
| E. Hauer        | -                 | -                 | -                 | -                 | -                    | -                    | -                    | -                    | -        | -      | -           | -          |
| A. Hellfeier    | 13                | 0                 | 3                 | 0                 | 2                    | 0                    | 0                    | 0                    | 15       | 0      | 3           | 0          |
| M. Himmighofen  | 18                | 0                 | 5                 | 1                 | 2                    | 0                    | 1                    | 0                    | 20       | 0      | 6           | 1          |
| M. Islacker     | 21                | 15                | 1                 | 0                 | 2                    | 0                    | 2                    | 0                    | 23       | 15     | 3           | 0          |
| G. Kalkan       | 10                | 0                 | 0                 | 0                 | 1                    | 0                    | 0                    | 0                    | 11       | 0      | 0           | 0          |
| M. Kämper       | 13                | -26               | 2                 | 0                 | 1                    | -8                   | 0                    | 0                    | 14       | -34    | 2           | 0          |
| C. Kirstein     | 1                 | -2                | 0                 | 0                 | -                    | -                    | -                    | -                    | 1        | -2     | 0           | 0          |
| L. Martens      | 20                | 5                 | 3                 | 0                 | 2                    | 1                    | 0                    | 0                    | 22       | 6      | 3           | 0          |
| B. Müller       | 14                | 4                 | 1                 | 1                 | 1                    | 0                    | 0                    | 0                    | 15       | 4      | 1           | 1          |
| L. Neboli       | 14                | 0                 | 1                 | 0                 | 2                    | 0                    | 1                    | 0                    | 16       | 0      | 2           | 0          |
| J. Oster        | 22                | 2                 | 0                 | 0                 | 2                    | 0                    | 0                    | 0                    | 24       | 2      | 0           | 0          |
| E. Reed         | 11                | 0                 | 0                 | 0                 | 2                    | 0                    | 1                    | 0                    | 13       | 0      | 1           | 0          |
| I. Schenk       | 0                 | 0                 | 0                 | 0                 | -                    | -                    | -                    | -                    | 0        | 0      | 0           | 0          |
| S. Schmitz      | -                 | -                 | -                 | -                 | -                    | -                    | -                    | -                    | -        | -      | -           | -          |
| D. Silva        | 20                | 1                 | 5                 | 0                 | 1                    | 0                    | 0                    | 0                    | 21       | 1      | 5           | 0          |
| V. Wahlen       | 11                | 1                 | 0                 | 0                 | 0                    | 0                    | 0                    | 0                    | 11       | 1      | 0           | 0          |
| S. Weichelt     | 21                | 0                 | 3                 | 0                 | 2                    | 0                    | 0                    | 0                    | 23       | 0      | 3           | 0          |
| N. Windmüller   | 5                 | 0                 | 0                 | 0                 | 0                    | 0                    | 0                    | 0                    | 5        | 0      | 0           | 0          |